# Regne de Konta
El regne de Konta fou un estat creat al sud d'Etiòpia vers 1615. Els seus reis van portar el títol de "tato". Ocupava la zona al sud del regne de Jimma i del riu Gojeb. Ameya és la ciutat principal de la zona poblada per l'ètnia konta. El reis tenien el títol de kawa. L'emperador Sarsa Dengel va anar a la zona i fou ben rebut pel rei de Konta; al segle xvii fou vassall del regne de Kaffa. Eren pagans i es van convertir en cristians ortodoxos. L'estat fou ocupat i annexionat per Menelik II el 1892. El 2000 es va crear un woreda especial (districte especial) pels konta.
Els konta són agricultors i tenen poc bestiar. Avui dia la majoria és cristiana, però hi ha també minories protestants i musulmans. La seva llengua és omòtica de la família ometo.

## Governants
- Kobe 1615 - 1650
- Shella 1650 - 1685
- Geserra 1685 - 1720
- Fugga 1720 - 1755
- Kaika 1755 - 1790
- Shiko 1790 - 1825
- Atsio 1825 - 1860
- Sakalla 1860 - 1889